# Torge Johannsen
Torge Johannsen (* 6. April 1983 in Husum) ist ein ehemaliger deutscher Handballspieler, der zumeist auf der rechten Außenposition sowie im rechten Rückraum spielte. Johannsen ist Vater dreier Töchter und verheiratet. Er ist 1,87 m groß und 82 kg schwer.

## Karriere

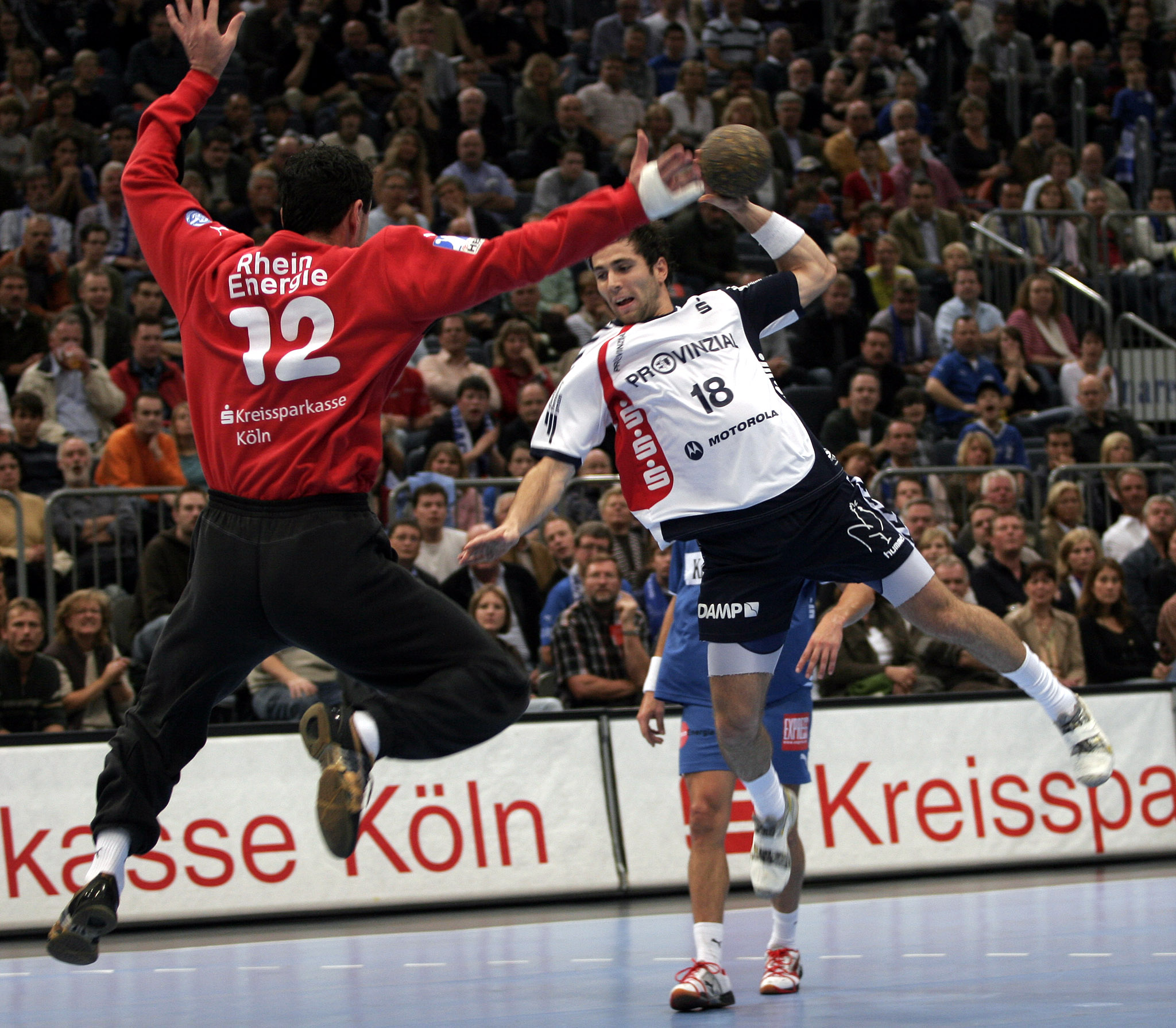
Torge Johannsen in einem Bundesligaspiel

Im Alter von acht Jahren begann Torge Johannsen beim nordfriesischen Verein SZ Ohrstedt, einem Sportverein für mehrere Gemeinden des Amtes Viöl. 2000 wechselte er dann zum damaligen Zweitligaverein HSG Tarp-Wanderup. Drei Jahre später nahm ihn die SG Flensburg-Handewitt unter Vertrag, bei der er zunächst für die zweite Mannschaft in der Regionalliga spielte. Dort trug er in der Saison 2003/04 maßgeblich zum Aufstieg in die zweite Handball-Bundesliga Nord bei, konnte den direkten Wiederabstieg aber nicht verhindern. Nach einigen zum Teil durch Verletzungen von etablierten Spielern ermöglichten Kurzeinsätzen in der ersten Mannschaft in der Champions League und in der Bundesliga 2004/05 wurde er für ein Jahr zum Südzweitligisten TSV Bayer Dormagen ausgeliehen, wo er Spielpraxis sammeln sollte. Hier wurde er vermehrt im rechten Rückraum eingesetzt und verpasste nur knapp den Bundesligaaufstieg (Niederlage aufgrund der weniger erzielten Auswärtstore in der Relegation gegen den Wilhelmshavener HV). Er gehörte mittlerweile vollständig zum Bundesligakader der Flensburger und bekam begünstigt durch Verletzungen des damaligen Stammrechtsaußen Søren Stryger relativ lange Einsatzzeiten in der Bundesliga und der Champions League, wo er selbst anerkannte Handballexperten positiv überraschte und seinem Ruf als Talent gerecht wurde. Am 30. Dezember 2009 wechselte Johannsen mit sofortiger Wirkung zum Erstliga-Aufsteiger TSV Hannover-Burgdorf, mit dem er am EHF Europa Pokal 2013/14 teilnahm und die Gruppenphase erreichte. Von 2014 bis 2017 trug er die Kapitänsbinde der Recken. In der Saison 2018/19 war er zusätzlich bei der 2. Mannschaft des Vereins als Co-Trainer tätig. Nach der Saison 2018/19 beendete er seine aktive Laufbahn.

### Erfolge
- DHB-Pokalsieger 2005
- Champions-League-Finalist 2007

### Bundesligabilanz
| Saison    | Verein                 | Spielklasse | Spiele | Tore | 7-Meter | Feldtore |
| --------- | ---------------------- | ----------- | ------ | ---- | ------- | -------- |
| 2004/05   | SG Flensburg-Handewitt | Bundesliga  | 19     | 11   | 0       | 11       |
| 2006/07   | SG Flensburg-Handewitt | Bundesliga  | 28     | 62   | 0       | 62       |
| 2007/08   | SG Flensburg-Handewitt | Bundesliga  | 33     | 73   | 0       | 73       |
| 2008/09   | SG Flensburg-Handewitt | Bundesliga  | 34     | 51   | 0       | 51       |
| 2009/10   | TSV Hannover-Burgdorf  | Bundesliga  | 34     | 93   | 0       | 93       |
| 2010/11   | TSV Hannover-Burgdorf  | Bundesliga  | 34     | 126  | 0       | 126      |
| 2011/12   | TSV Hannover-Burgdorf  | Bundesliga  | 34     | 114  | 0       | 114      |
| 2012/13   | TSV Hannover-Burgdorf  | Bundesliga  | 32     | 138  | 0       | 138      |
| 2013/14   | TSV Hannover-Burgdorf  | Bundesliga  | 22     | 120  | 20      | 100      |
| 2014/15   | TSV Hannover-Burgdorf  | Bundesliga  | 19     | 88   | 24      | 64       |
| 2015/16   | TSV Hannover-Burgdorf  | Bundesliga  | 10     | 29   | 10      | 19       |
| 2016/17   | TSV Hannover-Burgdorf  | Bundesliga  | 25     | 55   | 20      | 35       |
| 2017/18   | TSV Hannover-Burgdorf  | Bundesliga  | 27     | 36   | 1       | 35       |
| 2018/19   | TSV Hannover-Burgdorf  | Bundesliga  | 16     | 20   | 2       | 18       |
| 2004–2019 | gesamt                 | Bundesliga  | 353    | 1016 | 77      | 939      |